# Antonio Francesco Riccoboni
Antonio Francesco Riccoboni (Màntua, Itàlia, 1707 - París, França, 4 de maig de 1772) fou un actor i autor dramàtic italià.
Era fill de Luigi i Elena Riccoboni. De molt jove es dedicà al teatre i als disset anys feu representar la seva primera obra, Les èffets de l'eclipse.
Després d'una llarga i poc brillant carrera, abandonà l'escena per a dedicar-se a la literatura (1750); però atret més tard per la química, es llençà a una sèrie d'especulacions industrials que l'arruïnaren.
Va escriure nombroses obres d'un mèrit molt escàs, entre les quals cal citar:
Les comèdies esclaves (1726);
Les amusements à la mode (1832), aquestes dues en col·laboració amb Pietro-Francesco Biancolelli;
Les caquets (1761);
Les amants de village (1764);
Le prètendu (1769).
A més se li deu una obra titulada L'art du thèátre (París, 1750), que conté interessants observacions sobre la matèria.
L'any 1735 es casà amb l'actriu francesa Marie Jeanne Laboras de Mezières de casada Riccoboni (1714-1792).